# ヴェルフニャズヴィンスク
座標: 北緯55度46分00秒 東経27度56分00秒 / 北緯55.76667度 東経27.93333度
ベルフニャズヴィンスク（ベラルーシ語: Верхнядзвінск）はベラルーシ・ヴィツェプスク州ベルフニャズヴィンスク地区(ru)の市（ホラド）である。また同地区の行政中心地である。

## 地理
市の北部で、ドルィサ川(ru)が西ジヴィナ川（ダウガヴァ川）が合流しており、市域はおおよそ両河川に挟まれている。ソビエト連邦期の1962年まではドリッサ（ベラルーシ語：ドルィサ。史料上ではドリシ、ドリザ等の記載もある。）という名であった。ドリッサ（ドルィサ）は、市の付近を流れるドルィサ川にちなんだ名前である。なお、ベルフニャズヴィンスクは西ジヴィナ川の上流という意味である。
ポラツク - ダウガフピルス間を結ぶ鉄道路線上の駅・ヴェルフニャズヴィンスク駅が、市からおよそ2kmの位置（自治体としてはバロウカ(ru)内）にある。自動車道としては、市内をР117が通っている。 

## 歴史
ベルフニャズヴィンスク（ドリッサ）の年代記上の初出は1386年である。現ベルフニャズヴィンスク一帯は、ポロツク公国、リトアニア大公国、ポーランド・リトアニア共和国と領有国が変遷した。中世にはドルィサ城(ru)が建てられていた（現存せず）。
ポーランド分割を経て帝政ロシア領となり、市域は1801年よりヴィテプスク県ドリッサ郡(ru)の行政中心地となった。なお、レフ・トルストイの『戦争と平和』の、1812年ロシア戦役を描いた部分において、ドリッサを舞台とした場面がある。第二次世界大戦中にナチス・ドイツ軍に占領され、市内のユダヤ人が虐殺された（ヴェルフニャズヴィンスク・ゲットー(ru)）。
1962年に現在の名称に改称し、現在に至る。

## 人口
- 1838年 - 828人[5]
- 1881年 - 3077人[6]
- 1969年 - 4900人[7]
- 1991年 - 8100人[8]
- 2017年 - 7320人[9]